# Любекски марципан
Любекският марципан е вид марципан от германския град Любек и общините Бад Швартау и Штокелсдорф.
Производителите на този вид марципан са лично отговорни да поддържат определено ниво на качество – средно 70% съдържание на сурова марципанова маса и най-много 30% захар. Любекският марципан е защитен от ЕС Географско означение.

## Марципанът в Любек
Най-ранните сведения за производство на марципан в Любек датират от 1530 г. Славата на Любек като „град на марципана“ и неговото първостепенно значение при производството му се утвърждават след 1800 г.
През 1786 г. сладкарят Йохан Герхард Марет основава своя работилница. Той умира през 1804. Синът му е твърде малък и за това неговият дългогодишен калфа Йохан Георг Нийдерегер ръководи сладкарницата. През 1822 Петър Август Марет поема контрола над предприятието и Нийдерегер основава своя собствена фирма, която носи неговото име Niederegger. През следващите десетилетия в Любек са основани дузина фабрики за марципан, които полагат основата за световното разпространение на този вид сладкарско изделие.